# Dysmathia glaucina
Dysmathia glaucina is een vlindersoort uit de familie van de prachtvlinders (Riodinidae), onderfamilie Riodininae.
Dysmathia glaucina werd in 1928 beschreven door Stichel.